# Варшауэр, Марк
Марк Варшауэр (англ. Mark Warschauer; род. 14 марта 1954) — современный прикладной лингвист, профессор педагогического факультета (Department of Education) и факультета информатики Калифорнийского университета в Ирвайне, основатель лаборатории цифрового обучения данного университета.
Один из наиболее цитируемых (по состоянию на 2014 г.) авторов по вопросу о применении цифровых технологий в изучении и преподавании языков. Автор или редактор 8 книг и более 100 научных публикаций по темам использования технологий в развитии языка и грамотности, педагогики и социального исключения.

## Биография
Варшауэр работал факультетским исследователем и докторантом в Гавайском университете, где опубликовал ряд своих ранних книг, а также организовал два международных симпозиума по применению технологий в изучении языков. В том же университете он основал и редактировал Language Learning & Technology, один из первых рецензируемых научных журналов, публикуемых прямо в Интернете.
После Гавайского университета Варшауэр занял должность директора по образовательным технологиям в рамках крупного проекта по преподаванию языков в Египте при поддержке США. Работа Варшауэра в Египте, которой он посвятил множество публикаций, также послужила основанием для его публикаций о цифровом барьере.
С 2001 г. Варшауэр является профессором педагогического факультета (Department of Education) и факультета информатики в Калифорнийском университете в Ирвайне, где он также работает в Центре исследований информационных технологий и организаций и в Исследовательском центре Ады Байрон по вопросам разнообразия в компьютерных науках.

## Интеллектуальный вклад
Исследования Варшауэра относятся к 4 основным сферам:
- технологии и изучение языка,
- технологии и грамотность,
- цифровой барьер,
- портативные компьютеры в образовании.

Варшауэр принадлежит к педагогам-исследователям, которые признают потенциал цифровых технологий, в том числе портативных компьютеров, для расширения потенциала обучения для изучающих второй язык. Ряд его книг на данную тему, в том числе «Интернет для преподавания английского языка» (Internet for English Teaching), «Виртуальные связи» (Virtual Connections), «Телесотрудничество в изучении иностранного языка» (Telecollaboration in Foreign Language Learning) и «Преподавание языка сетевыми средствами» (Network-Based Language Teaching) привлекли внимание преподавателей иностранных языков и второго языка во всём мире. В данных книгах Варшауэр критиковал прежние взгляды на изучение языков при помощи компьютера (en:computer-assisted language learning), где часто отдавалось предпочтение преподаванию грамматики и словаря, и предложил взамен видение глобального гражданства (Мировое гражданство) и действия через онлайн-коммуникацию (Компьютерно-опосредованная коммуникация) и исследования.
Варшауэр развил свои идеи в книге «Электронная грамотность: язык, культура и власть в интернет-образовании» (Electronic Literacy: Language, Culture, and Power in Online Education). В центре внимания этой книги находились две темы, которые вышли на передний план в его карьере: конкретные навыки и компетентность, на которых основывается цифровая грамотность, и влияние этой цифровой грамотности на преодоление маргинализации культурно и лингвистически разнообразных учеников.
В книге Варшауэра «Технология и социальное включение: переосмысление цифрового барьера» (Technology and Social Inclusion: Rethinking the Digital Divide) и его многочисленные статьи на ту же тему, критикуется традиционный взгляд на цифровой барьер как уделяющий основное внимание аппаратному и программному обеспечению, и показано, как общественные отношения, человеческий капитал, культура и язык сыграли, каждый по-своему, важную роль в формировании доступа людей и использования ими информационных технологий. Книга была основана на исследованиях Варшауэра в ходе его участия в проектах по технологии, образованию и социальному развитию в Египте, Бразилии, Китае, Индии и США.
Относительно новые публикации Варшауэра (2010-е гг.) посвящены использованию в образовании портативных компьютеров. В книге «Портативные компьютеры и грамотность: обучение в беспроводном классе» (Laptops and Literacy: Learning in the Wireless Classroom) он анализирует, как студенты учатся читать, писать, думать, проводить исследование и создавать коммуникационные продукты в классах, оснащённых портативными компьютерами. Хотя приводимые примеры — в основном положительные, приводятся и негативные свидетельства, иллюстрирующие ключевой момент его работ: технология как усилитель интеллекта и социальных связей. В данном случае показано, что портативные компьютеры помогают хорошим школам стать лучше, и в то же время лишь обостряют проблемы в проблемных школах.

## Признание
Варшауэр был лауреатом 1998 г. Премии совета TOEFL за международный вклад в сфере технологий изучения языка Его книги были переведены на китайский, японский и португальский языки.

## Избранная библиография

### Автор и соавтор
- Warschauer, M. (2006). Laptops and literacy. New York: Teachers College Press.
- Warschauer, M. (2003). Technology and social inclusion: Rethinking the digital divide. Cambridge, MA: MIT Press.
- Warschauer, M. (1999). Electronic literacies: Language, culture, and power in online education. Mahwah, New Jersey: Lawrence Erlbaum Associates.
- Warschauer, M. (1995). E-mail for English teaching: Bringing the Internet and computer learning networks into the language classroom. Alexandria, Virginia: TESOL Publications.
- Warschauer, M, Shetzer, H. & Meloni, C. (2000). Internet for English Teaching. Alexandria, VA: TESOL Publications.

### Редактор и соредактор
- Warschauer, M., & Kern, R. (Eds.). (2000). Network-based language teaching: Concepts and practice. Cambridge: Cambridge University Press Applied Linguistics Series.
- Warschauer, M. (Ed.) (1996) Telecollaboration in foreign language learning. Honolulu, HI: University of Hawai’i Second Language Teaching and Curriculum Center.
- Warschauer, M. (Ed.) (1995).Virtual connections: Online activities and projects for networking language learners. Honolulu, HI: University of Hawai’i Second Language Teaching and Curriculum Center